# El valle del destino
El valle del destino es una película de 1945 dirigida por Tay Garnett, adaptada por Sonya Levien y John Meehan de la novela homónima de 1942 de Marcia Davenport . Ambientada en Pittsburgh , Pensilvania, en la década de 1870, está protagonizada por Greer Garson y Gregory Peck. 
La película fue nominada a dos premios de la Academia a la Mejor Actriz en un papel principal (Greer Garson) y a la Mejor música y composición para una película dramática o de comedia. Esta fue la sexta nominación de Garson y la quinta consecutiva, un récord de más nominaciones consecutivas a Mejor Actriz que aún se mantiene (empatado con Bette Davis).

## Sinopsis
Pittsburgh, siglo XIX. Mary Rafferty (Garson), una bella joven que proviene de una familia proletaria, entra a trabajar en casa de la rica familia Scott, que es la propietaria de la fábrica siderúrgica donde trabajan los hombres de su familia. Allí, Mary enseguida atrae la atención del apuesto Paul Scott (Peck).

## Reparto
- Greer Garson como Mary Rafferty
- Gregory Peck como Paul Scott
- Donald Crisp como William Scott
- Lionel Barrymore como Pat Rafferty
- Preston Foster como Jim Brennan
- Marsha Hunt como Constance Scott
- Gladys Cooper como Clarissa Scott
- Reginald Owen como McCready
- Dan Duryea como William Scott Jr.
- Jessica Tandy como Louise Kane
- Barbara Everest como Delia
- Marshall Thompson como Ted Scott

## Recepción
TV Guide dijo que es "enorme (y) extenso  ... el realismo de los decorados es un tributo a los directores de arte y decoradores... tres de cinco estrellas".
La película fue un gran éxito, ganando 4.566.000 dólares en los Estados Unidos y Canadá y 3.530.000 dólares en otros lugares, lo que resultó en una ganancia de 3.480.000 dólares.